# Francesco Panfilo

Wappen von Francesco Panfilo

Francesco Panfilo SDB (* 23. November 1942 in Vilminore di Scalve, Provinz Bergamo) ist ein italienischer Ordensgeistlicher und emeritierter römisch-katholischer Erzbischof von Rabaul.

## Leben
Francesco Panfilo trat in die Ordensgemeinschaft der Salesianer Don Boscos ein und empfing am 27. April 1974 das Sakrament der Priesterweihe.
Am 25. Juni 2001 ernannte ihn Papst Johannes Paul II. zum Bischof von Alotau-Sideia. Der emeritierte Bischof von Alotau-Sideia, Desmond Charles Moore MSC, spendete ihm am 8. September desselben Jahres die Bischofsweihe; Mitkonsekratoren waren der Bischof von Maasin, Precioso Cantillas SDB, und der Bischof von Dili, Carlos Filipe Ximenes Belo SDB. Am 18. März 2010 ernannte ihn Papst Benedikt XVI. zum Koadjutorerzbischof von Rabaul. Francesco Panfilo wurde am 11. August 2011 in Nachfolge von Karl Hesse MSC, der aus Altersgründen zurücktrat, Erzbischof von Rabaul.
Am 19. Juni 2020 nahm Papst Franziskus das von Francesco Panfilo aus Altersgründen vorgebrachte Rücktrittsgesuch an. Über den Eintritt in den Ruhestand hinaus blieb er bis zum 15. November 2020 Apostolischer Administrator des vakanten Bistums Bougainville, das er seit dem 13. August 2019 verwaltet hatte.